# Agáta Koupilová
Agáta Koupilová (2. října 1999 Praha) je česká para plavkyně, vícenásobná medailistka z mistrovství Evropy i světa a paralympionička z Paříže 2024.

## Život
Narodila se v Praze 2. října 1999, pochází však z Pardubic. V důsledku předčasného porodu jí byla diagnostikována dětská mozková obrna, která způsobila celoživotní výrazně omezenou hybnost nohou. K tomu se v průběhu dospívání, v roce 2015, přidala polyneuropatie způsobující postižení periferních nervů a bolesti nohou, což se v roce 2016 zhoršilo natolik, že musela začít využívat k pohybu vozík.
I přes omezený pohyb se od dětství přirozeně věnovala sportu, v roce 2006 začala z Pardubic dojíždět na plavání do Janských Lázní a v roce 2007 či 2008 začala se závodním plaváním. Zúčastňovala se tuzemských paraplaveckých závodů a posléze začala reprezentovat Českou republiku i na závodech mezinárodních. Právě v době nastupujících komplikací s polyneuropatií se začala plavání věnovat intenzivněji. V roce 2016 byla poprvé nominovaná na závod světové série v Berlíně. Na mistrovství Evropy v irském Dublinu v roce 2018 se umístila nejlépe na sedmém místě v disciplíně 100 metrů prsa. Na dalším mistrovství Evropy v portugalském Funchalu v roce 2021 se rovněž propracovala do finálového závodu a skončila na 5. místě na 100 metrů prsa, a na 6. místo na 400 metrů volný způsob.
Mezitím v roce 2020 začala studovat magisterský obor právo a právní věda na Právnické fakultě Masarykovy univerzity v Brně, kde v souvislosti s tím začala žít a také trénovat – v SK Kontakt Brno.
Novým dosavadním vrcholem se pak stala její účast na mistrovství světa v anglickém Manchesteru v roce 2023, kde získala bronzovou medaili v disciplíně 200 metrů volný způsob. O rok později přivezla z mistrovství Evropy ve Funchalu rovnou tři bronzové medaile (50 metrů kraul/volný způsob, 200 metrů volný způsob, 100 metrů volný způsob). Kvalifikovala se také na XVII. Letní paralympijské hry v Paříži, které se konaly od 28. srpna do 8. září 2024. Zde v disciplíně 200 m volný způsob obsadila 5. místo a na trati 100 m volný způsob 7. místo.
V souvislosti se svými výkony se umístila v top ten českého parasportu za rok 2023. V roce 2024 vyhrála v soutěži o Cenu rektora Masarykovy univerzity a v souvislosti s tím 23. května 2024 obdržela Bronzovou medaili Masarykovy univerzity. V lednu 2025 převzala z rukou primátorky Markéty Vaňkové Cenu města Brna pro rok 2024 v oblasti sportu.